# Саламандрові (підродина)
Саламандрові (Salamandrinae) — підродина земноводних з родини саламандрові ряду Хвостаті. Має 4 роди та 15 видів.

## Опис
Загальна довжина представників цієї підродини коливається від 14 до 18 см. У більшості видів спостерігається статевий диморфізм: самиці більші за самців. Голова невелика або середнього розміру. Піднебінні зуби у вигляді поздовжніх паралельних або S-подібних рядів. У деяких видів очі опуклі або витрішкуваті. Привушні залози (паротиди) доволі розвинені. Тулуб кремезний та стрункий, позбавлений гребеня. Шкіра гладенька. Хвіст доволі довгий, що поступово звужується на кінці. Забарвлення переважно коричневого, чорного, сірого кольору з яскравими смужками або світлими цяточками.

## Спосіб життя
Полюбляють лісисті, гірські місцини, узбережжя уздовж швидких проточних струмків, річок, озер. Зустрічаються на висоті до 3000 м над рівнем моря. Активні у сутінках або вночі. Живляться різними безхребетними.
Це яйцекладні земноводні.

## Розповсюдження
Мешкають в Європі, північній Африці, Середньому Сході.

## Роди
- Chioglossa
- Lyciasalamandra
- Mertensiella
- Salamandra